# Potentilla nivalis
Potentilla nivalis es una especie de planta herbácea perteneciente a la familia Rosaceae.

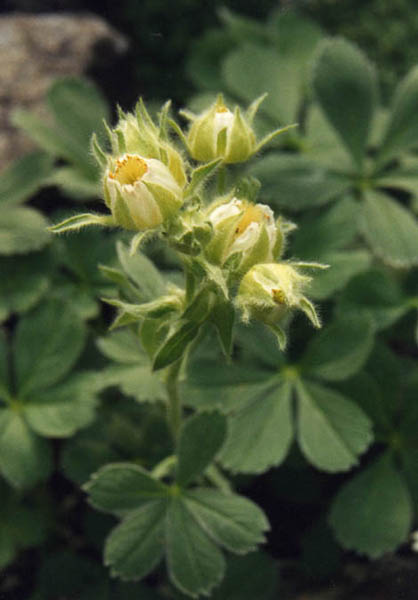
Vista de la planta en flor

## Descripción
Es una hierba vivaz. Cepa de 7-10 mm de diámetro; tallos fértiles 1(2), de (2)12-30 cm x 0,5-1,3 mm de diámetro en la base, que sobrepasan ampliamente a la roseta foliar, terminales, erectos, con (1)2-3 hojas e indumento de pelos tectores de diferente longitud, ± patentes o aplicados, crespos o rectos, acompañados de pelos glandulíferos pluricelulares, cortos y dispersos. Hojas con 5-7 segmentos –los centrales de 4-20(46) x 3-10(23) mm, mayores que los laterales–, espatulados, dentados en la mitad apical –dientes (1)7-9(13)–, verdes por ambas caras, algo más claros e incluso seríceos por el envés, con pelosidad similar a la de los tallos de esparcida a densa por el haz y densa o muy densa por el envés; estípulas de la roseta 8-18 mm, estrechamente lanceoladas, las caulinares, de 12- 22 mm, anchamente lanceoladas. Inflorescencia en cimas, en general congesta, de (2)3-9(12) flores. Sépalos 5, de 7-10 x 3-5 mm, más largos que los pétalos, triangulares, incurvados; brácteas del calículo 5, de menor o de mayor longitud que los sépalos, más estrechas, erectas. Pétalos 5, de 6-7 mm, de orbiculares a obcordados, blancos, incurvados. Filamentos estaminales de 4-5 mm, cónico-filiformes, pelosos inferiormente; anteras 0,6-1 mm. Estilos (2,8)3-6(7) mm, subterminales, filiformes. Aquenios 1,2-1,8 x 0,6-1 mm, ovoides, con largos pelos persistentes hasta de 3,5 mm.

## Distribución y hábitat
Se encuentra en repisas y grietas de peñascos, pedregales y pastos pedregosos; en zonas altas de montaña y substrato preferentemente calizo; a una altitud de (1100)1300-3400, en el SW de Alpes y montañas del N de la península ibérica. Sistema pirenaico-cantábrico.

## Taxonomía
Potentilla nivalis fue descrita por Philippe-Isidore Picot de Lapeyrouse y publicado en  Mémoires de l'Académie des Sciences, Inscriptions et Belles-Lettres de Toulouse 1: 210, pl. 16 210 1782.
Etimología
Potentilla nombre genérico que se otorga a esta planta por las grandes propiedades medicinales que se le atribuyen desde la antigüedad.  De hecho, el nombre genérico (Potentilla) se deriva de la palabra latina potens (= planta pequeña con potentes propiedades curativas) o portentum (= posibilidades prodigiosas desatadas por la planta).
nivalis:  epíteto latino que significa "de la nieve".